# تشارلي ويزلي
تشارلي ويزلي (بالإنجليزية: Charlie Weasley) هو أحد الشخصيات الخيالية المذكورة في سلسلة روايات هاري بوتر للكاتبة البريطانية جيه كيه رولينغ.

## نبذة عنه
تشارلي ويزلي هو ثاني أكبر أبناء آرثر ويزلي ومولي ويزلي، ولد في 12 ديسمبر 1972، أحمر الشعر كباقي أفراد عائلة ويزلي
قوي البدن، بسبب عمله المستمر مع التنانين.
أحد طلبة منزل غريفندور والباحث الأول لفريق منزله للكويدتش أثناء دراسته في هوغوورتس، حصل فريقه خلال فترة لعبه في الفريق على كأس الكويدتش، ولم يفز غريفندور بالكأس لفترة طويلة بعد مغادرة تشارلي.
يقيم تشارلي حاليا في رومانيا حيث يدرس التنانين. وقد كان أحد المصاحبين للتنانين التي استخدمت في منافسات دورة السحرة الثلاثية.
في المستقبل صرحت الكاتبة جيه كيه رولينغ بأن تشارلي لم يتزوج وأنه «يفضل التنانين على النساء».